# Šiničiró Tani
Šiničiró Tani (* 13. listopad 1968) je bývalý japonský fotbalista.

## Klubová kariéra
Hrával za Kashiwa Reysol.

## Reprezentační kariéra
Šiničiró Tani odehrál za japonský národní tým v roce 1990 celkem 1 reprezentační utkání.

## Statistiky
| Japonsko | Japonsko | Japonsko |
| Roky     | Záp.     | Góly     |
| -------- | -------- | -------- |
| 1990     | 1        | 0        |
| Celkem   | 1        | 0        |